# Gråhovedet dværgpapegøje
Gråhovedet dværgpapegøje (Agapornis canus) er en dværgpapegøje, der stammer fra Madagaskar.
Indenfor dansk fugleopdræt er gråhovedet dværgpapegøje ikke ret almindelig. Den er mere sky og stilfærdig end de andre arter af dværgpapegøjer. Den kan være aggressiv overfor artsfæller, så den trives bedst i par. Er desuden  ømfindtlig overfor kulde. Der findes måske en enkelt mutation af arten.
Underarten Agapornis canus ablectania findes på det sydlige Madagaskar.